# Janina Petelczyc
Janina Zofia Petelczyc (ur. 17 listopada 1985) – polska doktor nauk społecznych, ekspertka ds. zabezpieczenia społecznego i międzynarodowej porównawczej polityki społecznej.

## Życiorys
Jest absolwentką studiów w Instytucie Polityki Społecznej na Uniwersytecie Warszawskim (2010). Stopień doktora uzyskała na Wydziale Dziennikarstwa i Nauk Politycznych UW w 2015 na podstawie pracy pt. „Pracownicze programy emerytalne w krajach Unii Europejskiej. Analiza porównawcza” (promotorka – Gertruda Uścińska). Pracowała w Instytucie Polityki Społecznej UW, obecnie pracuje w Katedrze Ubezpieczenia Społecznego SGH. Współpracuje z Fundacją Kultury Brazylijskiej Terra Brasilis (członkini Rady Fundacji), Ośrodkiem Myśli Społecznej F. Lassalle’a i Fundacją Norden Centrum.
Do jej zainteresowań naukowych należą zabezpieczenia społeczne, polityka rodzinna i międzynarodowa porównawcza polityka społeczna. Jest współautorką wielu ekspertyz i raportów z badań, m.in. dla projektu trESS (Training and Reporting on European Social Security]) oraz dla Instytutu Pracy i Spraw Socjalnych w Warszawie. Jako publicystka współpracuje m.in. z Krytyką Polityczną. Od 2020 członkini Grupy Interesariuszy Pracowniczych Planów Emerytalnych przy Europejskim Urzędzie Nadzoru Ubezpieczeń i Pracowniczych Programów Emerytalnych.

## Życie prywatne
Wnuczka Tadeusza Domańskiego, uczestnika Powstania Warszawskiego, który wraz z siostrami podczas II Wojny Światowej pomógł uciec z warszawskiego getta i ukrywał osoby żydowskiego pochodzenia.

## Wybrane publikacje
- Sytuacja kobiet w systemie emerytalnym, Fundacja Instytut Spraw Publicznych, 2015, ISBN 978-83-7689-258-0.
- Janina Zofia Petelczyc, Pracownicze programy emerytalne w krajach Unii Europejskiej, Warszawa: Dom Wydawniczy Elipsa, 2016, ISBN 978-83-8017-092-6, OCLC 953149155. Brak numerów stron w książce
- Brazylia, kraj przyszłości?, Instytut Wydawniczy Książka i Prasa, 2016, ISBN 978-83-65304-12-4.
- Obywatel na zielonej wyspie. Polityka społeczna i obywatelstwo społeczne w Polsce w dobie europejskiego kryzysu ekonomicznego, IFIS PAN, 2017, ISBN 978-83-7683-154-1.